# Radek Havel (lední hokejista)
Radek Havel (* 30. května 1994 Chomutov) je český lední hokejista hrající na pozici obránce.

## Život
S ledním hokejem začínal ve svém rodném městě v tamním klubu. Za něj poté nastupoval i v mládežnickém a juniorském věku. Mezi muži tohoto celku se prvně objevil v jednom utkání baráže o extraligu na konci sezóny 2012/2013, ve které nakonec chomutovský celek uhájil svou příslušnost v nejvyšší soutěži i pro další ročník. V témže ročníku (2012/2013) navíc hostoval i v kadaňském celku. Sezónu 2013/2014 strávil jak mezi chomutovskými juniory, tak nastupoval i za muže tohoto klubu a odehrál zápasy rovněž na hostování v Kadani. Na konci sezóny hrál Chomutov opět baráž. V jejím prvním zápase proti Olomouci (3:1) vstřelil Havel svůj první extraligový gól. Další ročník (2014/2015) vedle Kadaně hostoval rovněž ve Znojmě.
Sezónu 2015/2016 sice začal na hostování v Kadani, odkud se ale přesunul na své první zahraniční angažmá, a to do Německa, do klubu Fischtown Pinguins. Po sezóně se vrátil do vlasti a během ročníku 2016/2017 hrál za Chomutov a též za Kadaň. Celý další ročník (2017/2018) hostoval v Havířově. Po konci sezóny odešel na jeden rok na své druhé zahraniční angažmá, tentokrát do německého celku EHC Freiburg. Poté se vrátil do Chomutova, ve kterém strávil ročník 2019/2020.
Před sezónou 2020/2021 přestoupil do Kadaně, avšak v jejím průběhu odešel na přestup do Havířova. Po konci ročníku opětovně změnil zaměstnavatele, když přestoupil do klubu HC Slavia Praha.
Od sezóny 2022/23 opět nastupuje za Piráty Chomutov.